# Road Fighter
Road Fighter és un videojoc de carreres produït per Konami i llançat en els arcades el 1984. Fou el primer joc de carreres desenvolupat per aquesta companyia. L'objectiu és arribar a la meta sense xocar les actuacions que apareixen ni quedar-se sense gasolina. Es pot obtenir un poc de combustible colpejant cert tipus d'acte que apareix un parell de vegades en cada nivell. Road Fighter posseeix dues seqüeles: Midnight Run: Road Fighter 2 de 1995 i Winding Heat de 1996.
Si un roman sense xocar durant un llarg temps en cada carrera apareixerà SuperK que dona uns punts extra
El joc fou posteriorment llançat per a ordinadors MSX el 1985, i per a el Nintendo Entertainment System al Japó i Europa a fins de la dècada del vuitanta, conservant el mateix format de l'original.

## Jugabilitat
El primer i el segon nivell conté 4 curses, que van des de les planes herbàcies fins a un pont sobre les aigües fins a la vora del mar, les muntanyes i, finalment, una zona forestal. A la versió arcade, contenien 6 etapes. Si es prem el botó 'B', augmenta la velocitat del jugador a 196 km/h mentre que si es prem el botó 'A' augmenta la velocitat fins a 400. El jugador té una quantitat limitada de combustible i pot guanyar més tocant els cotxes multicolors especials. Si el jugador cau en qualsevol altre cotxe o rellisca a les taques d'oli que apareixen de tant en tant, el cotxe començarà a girar i si no es corregeix pot xocar contra les barreres laterals, provocant una pèrdua de 5-6 unitats de combustible. La versió NES i Famicom tenen un total de 6 tipus de cotxes, 1 de color groc i vermell, tres de blau i un de camió. Els cotxes grocs recorreran una línia recta i es produiran en grans quantitats. Els cotxes vermells són poc propensos a aparèixer, però canviaran el carril que viatgen una vegada per fer el camí del jugador. Els cotxes blaus varien segons la forma en què canvien de carril. Els camions van directament, però xocar amb ells farà esclatar el cotxe del jugador. Konami Man fa una aparició com a cameo, volant al costat de la carretera si el jugador avança fins a un cert punt del nivell sense que caigui (no inclòs a la cursa 2 a les versions NES i Famicom).